# Арзамасская область
| Арзамасская область |
| Балашовская область |
| Каменская область   |

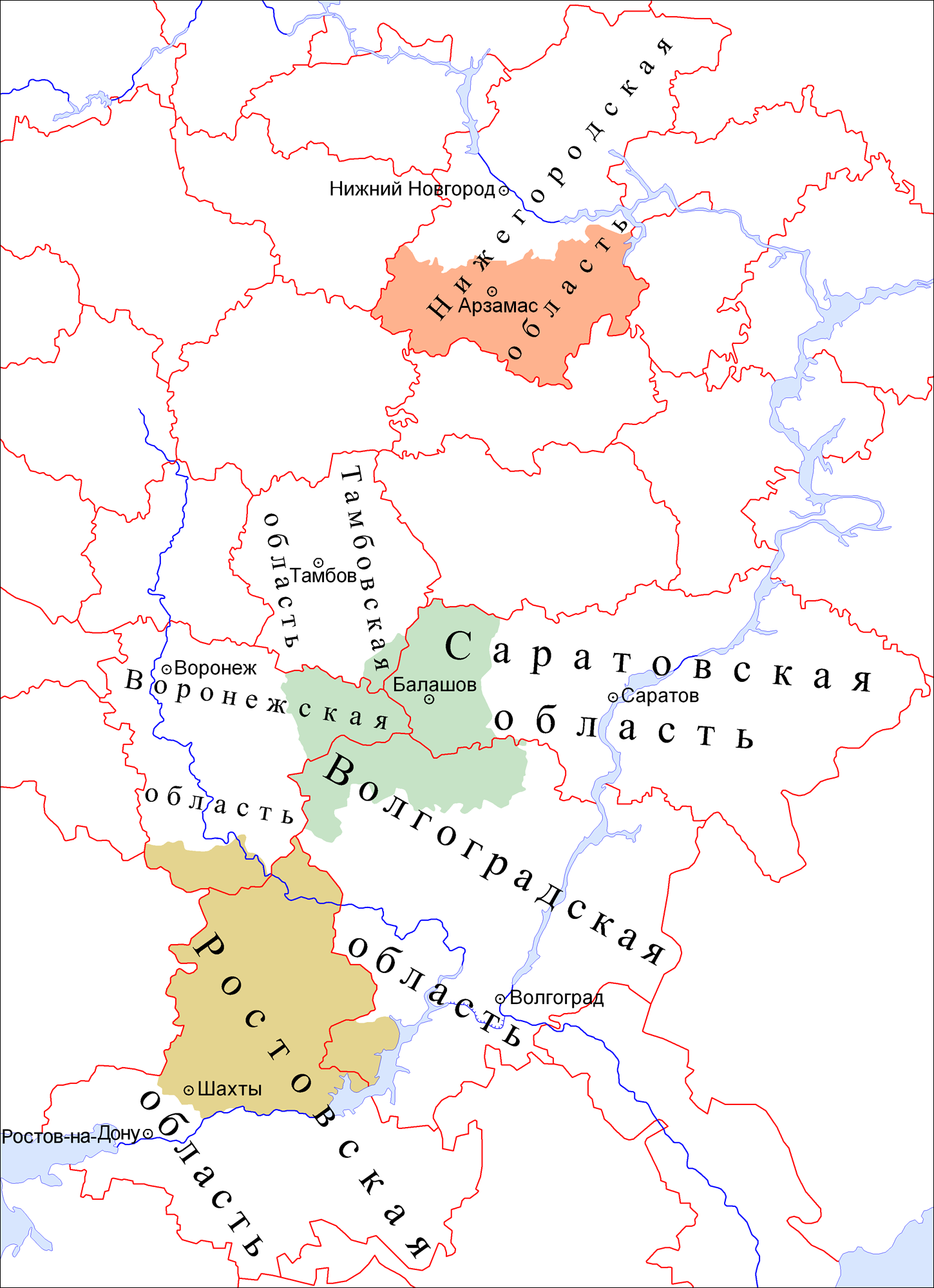
Существовавшие в 1954—1957 гг. области в границах современных областей:

Арзама́сская о́бласть — одна из областей РСФСР, существовавшая в 1954—1957 годах.
Центр — город Арзамас. Делилась на 32 района.

## История
Область образована указом Президиума Верховного Совета СССР от 7 января 1954 года. В состав области были включены: города Арзамас, Выкса, Кулебаки; Ардатовский, Арзамасский, Больше-Болдинский, Больше-Маресьевский, Бутурлинский, Вадский, Вознесенский, Выксунский, Гагинский, Дивеевский, Кзыл-Октябрьский, Княгининский, Кулебакский, Курмышский, Лукояновский, Мордовщиковский, Мухтоловский, Наруксовский, Первомайский, Перевозский, Петряксинский, Пильнинский, Починковский, Разинский, Салганский, Сергачский, Сеченовский, Смирновский, Спасский, Талызинский, Чернухинский, Шатковский районы, выделенные из состава Горьковской области. Площадь — 27,2 тысяч км².
Население — 1068 тысяч человек (1956). Область упразднена 23 апреля 1957 года, её территория была передана в состав Горьковской области.

## Влияние на Арзамас
Несмотря на краткость существования Арзамасской области, этот период оказал заметное воздействие на облик города — началось бурное строительство «парадной» части улицы Калинина, ставшей на многие десятилетия центральной улицей Арзамаса; были построены и реконструированы здания для размещения обкома, областного исполкома, областного суда и других органов власти, организована областная клиническая больница (остановка общественного транспорта «Областная больница» сохраняла своё название и спустя 25 лет после ликвидации Арзамасской области, хотя сама больница давно была городской). Были приняты решения об организации высших учебных заведений в Арзамасе, выполненные уже после ликвидации области — в 1960 году открыт Учебно-консультационный пункт Горьковского политехнического института имени А. А. Жданова, ставший позднее Арзамасским филиалом МАИ.
Как атрибут областного центра, появилась тогда же в Арзамасе и школа с преподаванием ряда предметов на английском языке. Также было начато строительство Арзамасской телебашни (проект 3803 KM), пущенной в эксплуатацию в начале 1960 года. В то время такие телевизионные башни были атрибутами лишь областных центров. Началось строительство аэропорта.
В годы существования Арзамасской области началось строительство крупнейшего в городе промышленного предприятия — Арзамасского приборостроительного производственного объединения, первоначально состоявшего из «П/я № 15» и «П/я № 211» (просторечное название — «Пятнадцатый завод»). Строительство было начато в 1956 году, а в 1957 году (но уже после ликвидации области) завод выдал первую продукцию. Передача заводу части зданий, предназначавшихся для областной администрации, ускорила строительство завода.

## Руководство
- Ососков Валентин Иванович — первый секретарь.
- Скочилов Анатолий Андрианович — председатель Исполнительного комитета Арзамасского областного Совета[3].